# Helena Ochendowska
Helena Ochendowska (ur. 24 czerwca 1910 w Rząśniku, zm. 2001) – kurpiowska hafciarka z Puszczy Białej.

## Życiorys
Pochodziła z rodziny chłopskiej kultywującej tradycje ludowe. Jej matka była tkaczką i hafciarką, wykonywała stroje białokurpiowskie. Od niej Helena nauczyła się haftować. Przed II wojną światową sprzedawała swoje wyroby hafciarskie spółdzielni rękodzielniczej w Gładczynie założonej przez Wandę Modzelewską (od 1938 z siedzibą w Pniewie). Zarobkową pracę zaczęła w 1929.
Współpracowała ze Spółdzielnią CPLiA „Twórczość Kurpiowska” w Pułtusku. Wykonywała haft białokurpiowski na tkaninach dekoracyjnych. Reprezentowała spółdzielnię na Cepeliadach, targach sztuki ludowej i imprezach folklorystycznych.
Uczestniczyła w konkursach i wystawach sztuki ludowej. Udział w pierwszej powojennej wystawie konkursowej w Pułtusku (1949) przyniósł jej II nagrodę (pierwszą zdobyła Marianna Kowalska). Brała udział i była nagradzana na konkursach: w Pułtusku (1973 i 1979 – I nagroda). Jej prace były eksponowane na wystawach regionalnych i ogólnopolskich (m.in. Warszawa 1959, Płock 1957, Łódź 1958, kilkakrotnie Pułtusk i Ostrołęka).
W 1983 została uhonorowana Nagrodą im. Oskara Kolberga.
Przez całe życie mieszkała w Rząśniku. Nauczyła haftować kilkadziesiąt kobiet z Rząśnika i okolic.

## Upamiętnienie
Jest jedną z bohaterek wystawy czasowej „Harciarka ręczna” dostępnej między 10 czerwca a 18 września 2022 w Muzeum Kultury Kurpiowskiej w Ostrołęce.